# Roger Pires
Roger Pires (* 12. Oktober 1940 in Plateau d’Hauteville) ist ein ehemaliger französischer Skilangläufer.
Pires trat international erstmals bei den Nordischen Skiweltmeisterschaften 1962 in Zakopane in Erscheinung, wobei er den 40. Platz über 15 km errang. Bei den Olympischen Winterspielen 1964 in Innsbruck belegte er den 23. Platz über 15 km, den 21. Rang über 30 km sowie zusammen mit Victor Arbez, Félix Mathieu und Paul Romand den sechsten Platz mit der Staffel. Letztmals international startete er bei den Olympischen Winterspielen 1968 in Grenoble. Dort kam er auf den 43. Platz über 30 km, jeweils auf den 24. Rang über 15 km und 50 km sowie zusammen mit Félix Mathieu, Victor Arbez und Philippe Baradel auf den 11. Platz mit der Staffel. 